# Tahnée Seagrave
Tahnée Seagrave (Londen, 15 juni 1995) is een mountainbiker uit het Verenigd Koninkrijk.
In 2014 werd Seagrave op het onderdeel downhill derde op de Wereldkampioenschappen mountainbike, in 2018 en 2019 tweede.
Ook op de Wereldbeker mountainbike werd ze derde in 2015, en tweede in 2017 en 2018.